# Akademickie Koło Przewodników Tatrzańskich
Akademickie Koło Przewodników Tatrzańskich im. Zofii i Witolda H. Paryskich Oddziału Akademickiego PTTK w Krakowie od 1987 roku zrzesza przewodników tatrzańskich.

## Historia
Początki AKPT sięgają Zrzeszenia Studentów Polskich, którego działalność obejmowała również turystykę. Potrzeba wykwalifikowanej kadry do prowadzenia górskich obozów wędrownych i inicjatywa grupy osób związanej z górami doprowadziła w listopadzie 1955 roku do powstania pierwszego w Polsce Studenckiego Koła Przewodników. Inicjatorem i założycielem Koła był Włodzimierz Kulczycki.
W 1963 roku na mocy porozumienia stało się przewodnickim kołem powiązanym z Okręgową Radą ZSP i Oddziałem Akademickim PTTK, a jego członkowie mogli przystąpić do państwowych egzaminów. Pierwsze państwowe uprawnienia przewodników tatrzańskich członkowie Koła uzyskali w 1966 roku (14 osób). Rok później Koło przybrało oficjalną nazwę: Studenckie Koło Przewodników Górskich – SKPG, zrzeszające przewodników tatrzańskich, beskidzkich i terenowych.
Stworzenie oficjalnych struktur umożliwiło dynamiczny rozwój Koła, kolejne szkolenia, kursy, egzaminy spowodowały, że już w 1978 roku liczba przewodników tatrzańskich zwiększyła się do 95 (w tym 5 klasy I i 17 klasy II), a w 1993 do 150 (w tym 7 klasy I i 24 klasy II).
W wyniku kolejnych przemian przewodnicy tatrzańscy SKPG utworzyli w 1981 roku Sekcję Przewodników Tatrzańskich a w 1987 roku powstało istniejące do dziś Akademickie Koło Przewodników Tatrzańskich – AKPT, które do dziś działa w strukturach Oddziału Akademickiego PTTK w Krakowie. W 2002 roku AKPT przyjęło za swoich patronów wybitnych znawców Tatr – Zofię i Witolda H. Paryskich.
Obecnie AKPT liczy 229 członków, w tym 151 przewodników tatrzańskich z aktualnymi uprawnieniami państwowymi. W tym 8 przewodników klasy I, 19 przewodników klasy II i 124 przewodników klasy III.
AKPT jest zrzeszone w Centrum Przewodnictwa Tatrzańskiego, które reprezentuje wszystkie środowiska przewodników tatrzańskich.

## Kursy przewodników Tatrzańskich
AKPT posiada stałe upoważnienie Wojewody Małopolskiego do organizowania, kursów przygotowujących do egzaminu państwowego na przewodnika turystycznego górskiego tatrzańskiego klasy III zgodnie z Rozporządzeniem Ministra Gospodarki i Pracy z dnia 16 sierpnia 2004 roku.
Kurs trwa dwa lata i jest zakończony wewnętrznym egzaminem teoretycznym i praktycznym. Dzięki działalności szkoleniowej AKPT/SKPG uprawnienia przewodnika tatrzańskiego uzyskało ponad 200 osób.
Do najbardziej aktywnych instruktorów SKPG/AKPT należeli: Jerzy Zięba, Edward Jarosz, Andrzej Kołodziejczyk, Krzysztof Marcinkowski, Jacek Mizerski, Adam Marasek, Janusz Kondyjowski, Marek Świerczyński, Piotr Michalski, Wiesia Nocuń-Wczelik, Krzysztof Kulesza, Wojtek Kiełb, Kazimierz Liszka, Zbyszek Markowski.

## Szkolenia wewnętrzne i imprezy cykliczne
AKPT regularnie organizuje wycieczki szkoleniowe dla członków Koła, poświęcone tematom przydatnym zarówno w praktyce przewodnickiej, jak i interesujące dla wszystkich chodzących po górach. Szkolenia wewnętrzne są organizowane minimum cztery razy do roku – szkolenie zimowe w okolicach stycznia, wiosenne w kwietniu, letnie w czerwcu i jesienne w październiku.

## Członkowie honorowi AKPT
- Władysław Cywiński
- Wojciech Gąsienica-Byrcyn
- Jan Krupski
- Apoloniusz Rajwa
- Marian Rek
- Zofia Stecka
- Tadeusz Stefański
- Janusz Trzebiatowski
- Edward Turkiewicz